# Baugrundrisiko
Mit Baugrundrisiko bezeichnet man im Bauwesen das Risiko unvorhersehbarer, vom Baugrund ausgehender Wirkungen und Erschwernisse.

## Definition durch Norm
Von einer Verwirklichung des Baugrundrisikos spricht man im Einklang mit der DIN 4020:2010-12 (Geotechnische Untersuchungen für bautechnische Zwecke – Ergänzende Regelungen zu DIN EN 1997-2:2010-10), Abschnitt A 1.5.3.17 (früher Abschnitt 3.5 der DIN 4020) dann, wenn diese Definition erfüllt ist:
„Baugrundrisiko: ein in der Natur der Sache liegendes, unvermeidbares Restrisiko, das bei Inanspruchnahme des Baugrundes zu unvorhersehbaren Wirkungen bzw. Erschwernissen, z. B. Bauschäden oder Bauverzögerungen, führen kann, obwohl derjenige, der den Baugrund zur Verfügung stellt, seiner Verpflichtung zur Untersuchung und Beschreibung der Baugrund- und Grundwasserverhältnisse nach den Regeln der Technik zuvor vollständig nachgekommen ist, und obwohl der Bauausführende seiner eigenen Prüfungs- und Hinweispflicht nachgekommen ist“.
Eine Vielzahl von Baugrunderkundungs- und -beschreibungsnormen regelt die sach- und fachgerechte Feststellung, mit welchen Boden- und Wasserverhältnissen zu rechnen ist. Diese sind in den Abschnitten 2 aller ATV DIN 18300 bis 18326 der VOB Teil C detailliert aufgeführt. Auch die Generalnorm der VOB Teil C, die ATV DIN 18299, beinhaltet wesentliche Ausschreibungsvorgaben zum Baugrund und zur Hydrogeologie.
Nach DIN 18299 muss der Architekt in der Leistungsbeschreibung insbesondere die „Bodenverhältnisse, den Baugrund und seine Tragfähigkeit sowie Ergebnisse von Bodenuntersuchungen“ angeben. Deshalb auch schuldet der Architekt in seiner Entwurfsplanung die Beurteilung des Baugrundes. Falls er das Baugrundrisiko nicht oder nicht ausreichend berücksichtigt, haftet der Architekt laut Rechtsprechung für die Schäden.

## Praxis
Dem Begriff des Baugrundrisikos kommt in der Bau(rechts)praxis erhebliche Bedeutung zu.
Nach dem gesetzlichen Leitbild des Bauvertragsrechtes ist (nach inzwischen einhelliger Auffassung in der Rechtsprechung) der Baugrund ein von dem Auftraggeber gelieferter Stoff im Sinne des § 645 Abs. 1 BGB und des § 4 Abs. 3 sowie § 13 Abs. 3 VOB/B. Dies hat der Bundesgerichtshof (BGH) mit seinem Urteil vom 28. Januar 2016 nochmals klargestellt. Gleichzeitig hat der BGH damit den „ewigen“ Streit der unterschiedlichen Meinungen zur Bedeutung und Verantwortung im Zusammenhang mit dem Baugrund und Gebirge beendet. Er hat klargestellt, dass der Baugrund vom Auftraggeber gestellt wird und deshalb dieser auch die Folgen von unerkennbaren Problemen im Zusammenhang mit „seinem“ Baugrund zu tragen hat.
Der Auftragnehmer kann also in Fällen, in denen sich das Baugrundrisiko mit Auswirkungen auf die geschuldete Leistung oder auf die Umstände der Erbringung der geschuldeten Leistung verwirklicht, von seiner Leistungspflicht aus dem Werkvertrag frei werden oder je nach Vertragsgestaltung, Mehrvergütungsansprüche geltend machen. Dies folgt aus den Bestimmungen des § 13 Abs. 3 i. V. m. § 4 Abs. 3 (Bedenkenhinweispflicht) der VOB/B, die entsprechend auch bereits für Mängel im Rahmen des § 4 Abs. 7 VOB/B gelten, die vor der Abnahme auftreten.
An der oben aufgezeigten Definition gemessen liegt jedoch nur in Ausnahmefällen eine echte Verwirklichung des Baugrundrisikos vor, da häufig eine den Regeln der Technik entsprechende Erkundung, Untersuchung und Beschreibung des Baugrunds einschließlich aller in diesem enthaltenen Inhaltsstoffe von den Bauherrn bzw. Auftraggebern (meist aus Kostengründen) nicht beauftragt wird bzw. Ausführungsfehler vorliegen. In vielen Fällen treffen eine unvollständige Beschreibung und ein Ausführungsfehler, der bereits bei der Wahl des Baugeräts beginnen kann, zusammen. Insoweit ist dann eine Abwägung der Verursachungsbeiträge und insbesondere eine Ermittlung von „Sowieso-Kosten“ vorzunehmen. Von besonderer Bedeutung ist die Baugrunderkundung für den planenden Architekten oder Ingenieur: Macht er den Bauherrn nicht unmissverständlich und nachweisbar auf die Notwendigkeit einer gründlichen Baugrunduntersuchung und -beschreibung aufmerksam, haftet er für die oftmals sehr hohen Folgekosten bei Verwirklichung von Baugrundrisiken.
Von besonderer Bedeutung für die Lösung von Streitfällen im Zusammenhang mit dem Baugrund samt Grundwasser und Kontaminationen ist die VOB Teil C. Diese muss von öffentlichen Auftraggebern zur Vertragsgrundlage gemacht werden (§ 8 VOB/A). In allen Tiefbauregelungen der ATV DIN 18300 mit 18325 finden sich entsprechende ausgewogene Regelungen.

## Abgrenzung zum Systemrisiko
Vom Baugrundrisiko ist das Systemrisiko zu unterscheiden: Dieses verwirklicht sich, wenn trotz einer den allgemein anerkannten Regeln der Technik entsprechenden Baugrunduntersuchung und -beschreibung sowie der Übereinstimmung des angetroffenen mit dem beschriebenen Baugrund und trotz fachlich richtiger Bauausführung dennoch Schäden oder Mängel eintreten, weil systembedingt kein mangelfreies Bauwerk entstehen kann.